# Amtsgericht Litzmannstadt
Das Amtsgericht Litzmannstadt war ein deutsches Gericht der ordentlichen Gerichtsbarkeit im Bezirk des Landgerichtes Litzmannstadt mit Sitz in Lodz (damaliger Name: Litzmannstadt).

## Geschichte
Das Landgericht Litzmannstadt mit Sitz in Lodz wurde während der deutschen Besetzung Polens 1939 mit Erlass vom 26. November 1940 im Bezirk des Oberlandesgerichtes Posen gebildet. In Litzmannstadt wurde das Amtsgericht Litzmannstadt als eines von zehn Amtsgerichten dieses Landgerichtes gebildet. Die überwiegende Zahl der zivilrechtlichen Fälle, die am Amtsgericht Litzmannstadt behandelt wurde, betraf Mietangelegenheiten. Im Jahr 1940 wurden 4800 Mietsachen behandelt. Mit der Entrechtung der polnischen Bevölkerung entfiel auch deren Kündigungsschutz. Entsprechend ging die Zahl der Fälle in den Folgejahren deutlich zurück. Im Bereich der freiwilligen Gerichtsbarkeit lag der Schwerpunkt bei Vormundschaftangelegenheiten, deren Zahl von 4500 im Jahr 1940 auf 6906 im Jahr 1941 anstieg. Kriegsbedingt kam der Gerichtsbetrieb im Laufe des Jahres 1944 weitgehend zum Stillstand.
Nach Kriegsende 1945 wurde der Landgerichtsbezirk wieder unter polnische Verwaltung gestellt. Anstelle des Amtsgerichtes Litzmannstadt wurde das Sąd Rejonowy w Łodzi bzw. 1950–1975: Sąd Powiatowy w Łodzi errichtet.